# The Teardrop Explodes
The Teardrop Explodes fou un grup musical anglès actiu entre el 1978 i el 1982, liderat per Julian Cope. Juntament amb The Doors i els punks més intel·lectuals, es troben entre els fundadors del moviment neopsicodèlic anglès.

## Història
El grup es formà l'any 1978 a Liverpool entorn a la figura de Julian Cope després d'una breu experiència amb Ian McCulloch a Crucial Three. En formà part Mick Finkler a la guitarra, Gary Dwyer a la bateria i Paul Simpson als teclats. El nom del grup, suggerit per Dwyer, prové del títol d'un còmic de Daredevil (núm. 77).
Debutaren l'any 1979 amb el primer senzill, anomenat «Sleeping Gas». Immediatament després David Balfe substituí a Paul Simpson. Després publicaren dos senzills més, «Bouncing Babies» i el bizzarro «Treason (It's Just a Story)», i una realitzaren una gira amb Echo and the Bunnymen. En acabat, Mick Finkler sortí del grup i fou substituït per Alan Gill. Amb aquesta formació publicaren l'any 1980 el senzill «When I Dream», que entrà en el top-50 anglès. A l'octubre del mateix any publicaren l'àlbum Kilimanjaro, considerat un dels àlbums més creatius i originals d'aquell període, on els elements funky i dance conviuen amb una base psicodèlica. D'aquest àlbum destacà la cançó «Reward», que assolí el 6è lloc de la classificació dels UK Singles Chart el gener de 1981.
El grup es posà a treballar en un segon àlbum i Alan Gill fou substituït per Troy Tate. Wilder es publicà l'any 1981 però no obtingué l'èxit del debut, la gira successiva als Estats Units fou un desastre i Troy Tate abandonà el grup per a unir-se als Fashion. Els tres membres supervivients es concentraren en la realització d'un tercer àlbum però, a meitat dels enregistraments, Cope dissolgué el grup. L'any 1983 es publicà l'EP You Disappear from View i fins a l'any 1990 no es completà i publicà l'àlbum Everybody Wants to Shag...the Teardrop Explodes.

## Discografia

### Àlbums d'estudi
- 1980 - Kilimanjaro (Mercury)
- 1981 - Wilder (Fontana)
- 1990 - Everybody Wants to Shag...the Teardrop Explodes (Fontana)